# Bertil Nosslin
Bertil Folkesson Nosslin, född den 12 november 1919 i Lund, död den 18 juni 2014 i Lunds östra stadsförsamling, var en svensk läkare.
Efter studentexamen i Malmö 1938 blev Nosslin medicine kandidat 1943, medicine licentiat 1953, medicine doktor 1960 och docent i klinisk kemi vid Lunds universitet 1961. Han var amanuens vid Lunds universitets anatomiska, bakteriologiska och patologiska institutioner 1939–1945, assistentläkare vid kirurgiska kliniken på Lunds lasarett 1945, extra läkare på Sankt Lars sjukhus 1946–1947, på Malmö centralfängelses sinnessjukavdelning 1947–1948, kirurgiska kliniken på Lunds lasarett 1951, vikarierande läkare vid medicinska kliniken 1952 och 1953, amanuens 1953–1954, underläkare vid kemiska centrallaboratoriet på Malmö allmänna sjukhus 1954 och var biträdande överläkare där från 1962 och överläkare där från 1974. Han var ordförande för Lunds studentkår 1948–1949 och ledamot av 1948 års läkarutbildningskommitté i Lund.  Nosslin tilldelades professors namn 1985 och blev hedersledamot i Svensk förening för radiofysik 1986.
Nosslin var son till stadsbibliotekarien Folke Nosslin och Greta Ronge. Han gifte sig den 19 maj 1951 med Maj-Britt Hultén (1923–2019), överläkare vid Malmö östra sjukhus. Makarna är begravna på Norra kyrkogården i Lund.